# Kolo (Zeitschrift)
Kolo (Der Reigen) ist eine kroatischsprachige Literaturzeitschrift, herausgegeben von Matica hrvatska. Sie wird seit 1842 kontinuierlich veröffentlicht.
Die Zeitschrift wurde von den kroatischen Schriftstellern Stanko Vraz, Ljudevit Vukotinović und Dragutin Rakovac initiiert, die Mitglieder der Illyrischen Bewegung sind, um ästhetischere und kritischere Kriterien festzulegen und die Zeitschrift auf dem Niveau zeitgenössischer europäischer Literaturzeitschriften zu halten. Im Laufe der Geschichte wurde die Zeitung unterschiedlich oft publiziert – sowohl monatlich als auch jährlich. Seit dem Jahr 1991 erscheint sie monatlich.
Viele prominente kroatische Schriftsteller waren Herausgeber dieser Zeitschrift, darunter Joža Horvat, Slavko Kolar, Gustav Krklec, Vjekoslav Kaleb, Vlatko Pavletić, Igor Zidić, Vlaho Bogišić und andere. Zu den prominenteren Mitgliedern der Redaktion gehören Dragutin Tadijanović, Miroslav Brandt, Tomislav Ladan und Ivan Supek.